# Famille Boccanegra
 (juillet 2024).
Si vous disposez d'ouvrages ou d'articles de référence ou si vous connaissez des sites web de qualité traitant du thème abordé ici, merci de compléter l'article en donnant les références utiles à sa vérifiabilité et en les liant à la section « Notes et références ».
Pour les articles homonymes, voir Boccanegra.
La famille Boccanegra est une illustre famille de Gênes, membre du parti du peuple.

## Personnalités
- Guglielmo Boccanegra (XIIIe siècle), homme politique
- Simone Boccanegra (XIVe siècle), homme politique génois, petit-fils de Guglielmo Boccanegra et premier doge de Gênes
- Ambrosio Boccanegra (? -1374), amiral, neveu de Simone Boccanegra
- Battista Boccanegra (v. 1359-1401), homme politique génois, fils de Simone Boccanegra
- Gilles Boccanegra (XIVe siècle), homme politique génois, petit-fils de Guglielmo Boccanegra, et frère de Simone Boccanegra